# 海爾許霍瓦德
52°40′05″N 4°50′28″E / 52.668°N 4.841°E
海爾許霍瓦德（荷蘭語：Heerhugowaard）是荷蘭的城市，由北荷蘭省負責管轄，面積39.97平方公里，處於海平面以下3米，每年平均降雨量871毫米，2010年人口51,253，人口密度為每平方公里1,309人。

## 外部連結

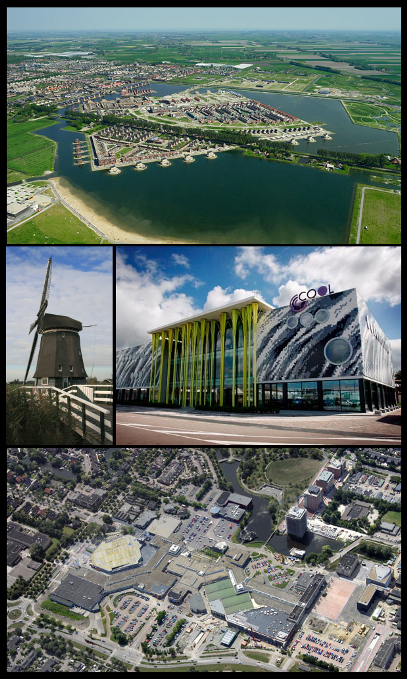

- A map of the municipality Heerhugowaard